# Fereshta Ludin

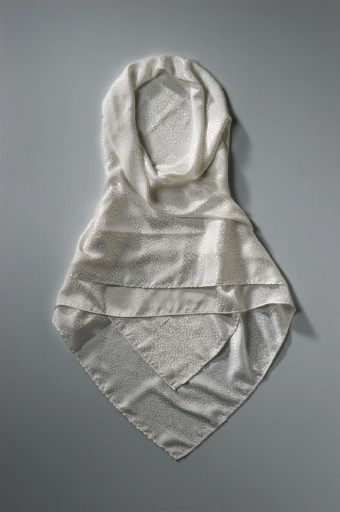
Kopftuch von Fereshta Ludin. Sie hat es besonders gern getragen. 2000 übergab sie es dem Landesmuseum Württemberg mit einer von ihr formulierten Stellungnahme „Kopftuch und das neue Jahrtausend“.

Fereshta Ludin (* 1972 in Kabul) ist eine deutsche Lehrerin afghanischer Herkunft. Sie war eine Symbolfigur im Kopftuchstreit in Deutschland Ende der 1990er bis Anfang der 2000er Jahre.

## Leben
Ludin stammt aus großbürgerlichen Verhältnissen und ist das jüngste von fünf Kindern. Ihre Mutter war in den Fünfzigerjahren eine der ersten Frauen in Afghanistan, die studierten. Sie arbeitete nach dem Studium als Lehrerin. Ihr Vater war Ingenieur, arbeitete als Berater und später als Minister der afghanischen Regierung. Als Fereshta Ludin vier Jahre alt war, wurde ihr Vater Botschafter in Bonn. Nach dem Einmarsch der sowjetischen Truppen in Afghanistan 1979 ging die Familie ins Exil nach Saudi-Arabien. Ihr Vater arbeitete dort als Ingenieur. Die Familie wohnte in Riad. Ab dem fünften Schuljahr musste Fereshta Ludin dort das Kopftuch tragen. 
Nach dem Tod des Vaters zog die Familie 1986 nach Deutschland und beantragte Asyl. Nach dem Abitur absolvierte Ludin ein Lehramtstudium in Englisch, Deutsch und Gemeinschaftskunde. Sie studierte an der Pädagogischen Hochschule Schwäbisch Gmünd. Im Jahr 1995 erhielt sie die deutsche Staatsbürgerschaft. Das Referendariat beendete sie mit der Note 1,3. Sie gehörte von 1997 bis 1999 dem Vorstand der Muslimischen Jugend in Deutschland an.
Ludin wurde seit 1998 eine Einstellung im Schuldienst des Landes Baden-Württemberg durch Behörden und Gerichte verweigert, weil sie beim Unterricht aus Glaubensgründen nicht auf das Tragen eines Kopftuchs verzichten wollte. Ihre Klage vor dem Bundesverfassungsgericht war 2003 erfolgreich, da es für ein Kopftuchverbot im Landesrecht keine gesetzliche Grundlage gab. Während ihres gerichtlichen Kampfes trat sie häufig in Talkshows auf, und es gab eine intensive Berichterstattung der Medien. Im Januar 2015 entschied das Bundesverfassungsgericht erneut über das Tragen eines Kopftuchs durch Lehrerinnen, diesmal im Fall einer Lehrerin und einer Sozialpädagogin in Nordrhein-Westfalen. Nun wurde ein pauschales Kopftuchverbot verworfen, da es mit der grundgesetzlich garantierten Religionsfreiheit nicht vereinbar sei. Nur bei konkreter Gefahr für den Schulfrieden oder die staatliche Neutralität, etwa durch Missionierung, könne das Tragen einer Kopfbedeckung als Erfüllung religiöser Pflicht verboten werden.
Nach dem Kopftuchurteil unterrichtete Ludin an einer staatlich anerkannten islamischen Grundschule in Berlin. Ludin war eine der Organisatorinnen des ersten Berliner Ramadan-Friedensmarsches im Juni 2017.

## Veröffentlichungen
- Thank you, Mr. President! In: Hilal Sezgin (Hrsg.): Manifest der Vielen: Deutschland erfindet sich neu. Blumenbar, Berlin 2011, ISBN 978-3-9367-3874-2.
- mit Sandra Abed: Enthüllung der Fereshta Ludin: Die mit dem Kopftuch. Deutscher Levante Verlag, Berlin 2015, ISBN 978-3943737-21-9 (Autobiografie).